# Bevooru, Channapatna
Bevooru là một làng thuộc tehsil Channapatna, huyện Ramanagara, bang Karnataka, Ấn Độ.